# Kościół Wniebowzięcia Najświętszej Marii Panny w Winnikach
Kościół Wniebowzięcia Najświętszej Marii Panny w Winnikach – rzymskokatolicki parafialny kościół w Winnikach przy ul. Lwowskiej 1 (ukr. Львівській, 1).

## Historia
W 1738 Marianna Tarłowa ufundowała kościół w Winnikach. Fundacja miała stanowić miejsce przechowywania cudownego obrazu Matki Boskiej Częstochowskiej zwanej tu Winnicką.
W 1750 (lub 1740) wieś Winniki kupił biskup pomocniczy lwowski Samuel Głowiński i w 1756 uposażył nią kolegium pijarów we Lwowie. W 1766 w Winnikach została erygowana przez arcybiskupa lwowskiego Wacława Hieronima Sierakowskiego parafia rzymskokatolicka, którą prowadzili pijarzy. W tym samym roku ukończono budowę kościoła według projektu lwowskiego architekta Bernarda Meretyna (Piotr Krasny uważa, że można przypuszczać, iż kościół należy do wczecnych dzieł Bernarda Meretyna).
W 1784 w wyniku reform józefińskich przeprowadzonych przez cesarza Austrii Józefa II władze austriackie zlikwidowały kolegium pijarów. Ich posiadłość w Winnikach włączono do dóbr skarbowych, a parafię przejęło duchowieństwo diecezjalne. W posiadłości popijarskiej powstała manufaktura tytoniu, przekształcona w XIX w. w fabrykę, działającą do dziś. Pracownicy manufaktury sfinansowali dużą część wyposażenia kościoła, w którym prace wykończeniowe przeciągnęły się do końca XVIII w.
Po zakończeniu II wojny światowej ostatnimi administratorami parafii byli ks. Albin Mydlarz do 13 listopada 1945 oraz ks. Włodzimierz Pelc do 8 maja 1946. Po 1946 kościół został zmieniony w magazyn. W 1992 władze niepodległej Ukrainy zwróciły kościół wiernym; w tym samym roku wznowiono też działalność parafii.

## Architektura

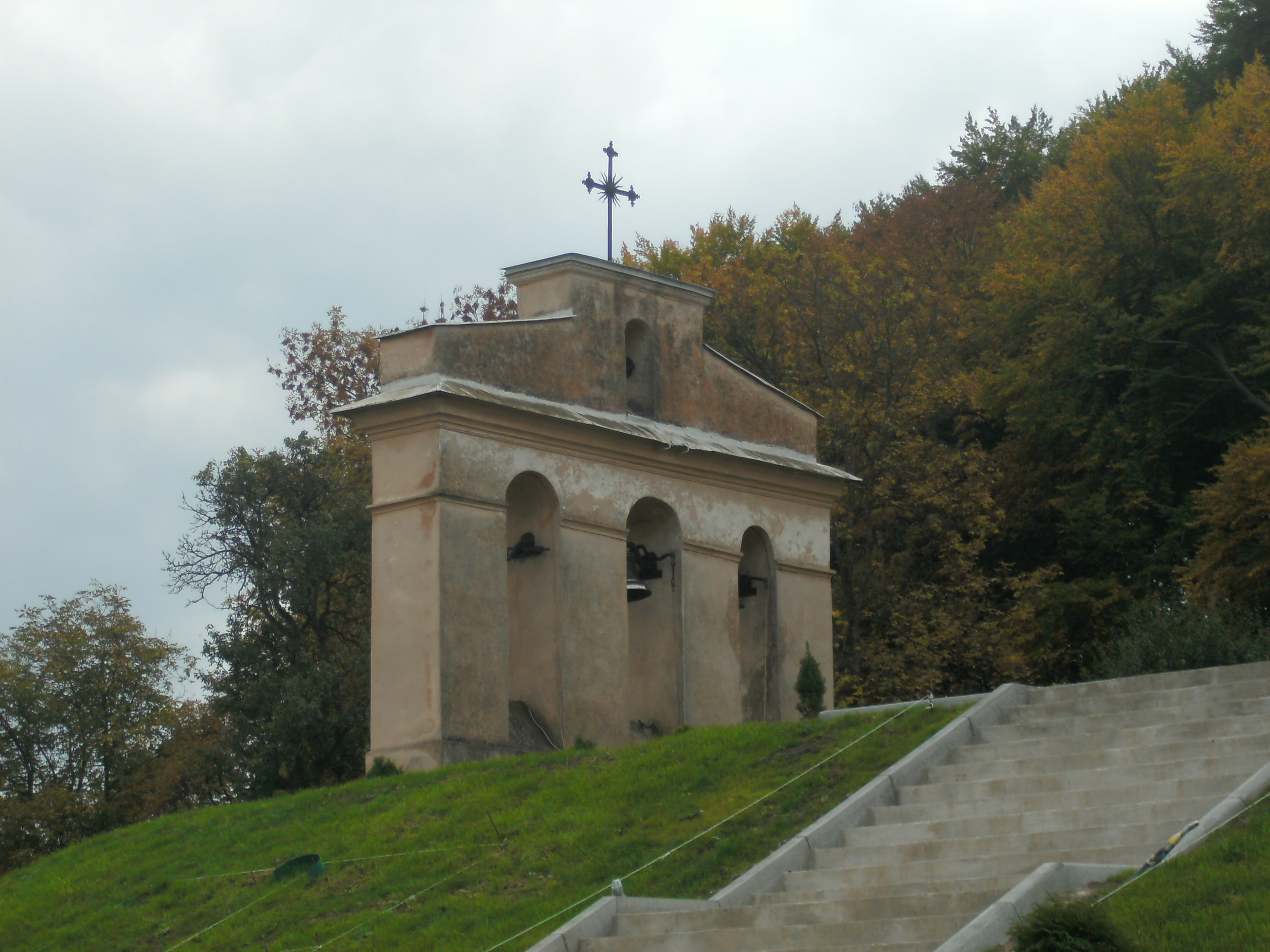
Dzwonnica

Kościół Wniebowzięcia Najświętszej Marii Panny to budowla halowa, trzyprzęsłowa, bez wyodrębnionego w bryle prezbiterium. Do korpusu głównego przylegają z jednej strony dwie zakrystie, a z drugiej wydłużona kruchta. Nad dwuspadowym dachem wznosi się smukła sygnaturka. Fasada jest dekorowana pilastrami i profilowanymi gzymsami, zwieńczona jest krzywoliniowym szczytem. Wewnątrz kruchty znajduje się portal główny dekorowany herbami rodowymi fundatorki: Pilawą i Drużyną. Wnętrze nakryte jest sklepieniem baldachimowym wspartym na łękach sklepiennych. Sklepienia i ściany pokrywają malowidła z końca XVIII w., przemalowane w 1912, po drugiej wojnie światowej uszkodzone, częściowo odrestaurowane po 1992.
Pierwotne wyposażenie kościoła nie zachowało się. Oryginalny obraz Matki Boskiej Winnickiej znajduje się w miejscowej cerkwi, a w ołtarzu głównym kościoła jest jego kopia.
Obok kościoła stoi parawanowa dzwonnica.